# Halo: Cryptum The Forerunner Saga
Halo: Cryptum The Forerunner Saga （ヘイロー：クリプタム ザ フォアランナー サーガ）はHALO シリーズを題材としてノベライズされた作品である。
出版されたのは2011年1月4日で、著者はネビュラ賞受賞作家のグレッグ・ベア（Greag Bear 1951年8月20日-）。
この小説は、今までゲームの中などで語られてきた古代種族フォアランナーについての小説であり、三部作の一冊目にあたる。

## キャラクター

### フォアランナー
Bornstellar Makes Eternal Lasting
主人公。12歳。父親と母親、妹の4人家族。父親によって、Orion complexから太陽系のEdomにいるMinersへ養子に出される。
ダイダクト(The Didact)
ライブラリアン(The Libralian)
非常に優れたLifeworkerで、優秀なLifeworkerに送られる、Lifeshaperの称号を有していた。Lifeshaperは彼女を含め、過去に3人しかいない。ダイダクトの妻。
The Confirmer
評議会によってSan'Syuumを監視する任務を与えられる。
Faber
The Master Builder
Splendid Dust of Ancient Suns
12歳の非常に若い評議員。first form。
Glory of a Far Dawn
12歳の少女。Warriors。
メディカント　バイアス(Mendicant Bias)
コンテンダークラスのancilla

### 人間
Day-Chaser Makes Paths Longstretch Morning Riser(Riser)
florian(フローレス人)
Chakas

### Precursor
The Timeless One

## 用語
Ancilla
フォアランナーが着用するアーマーや、使用する艦に備わっているAI。使用者に献身的に仕え、友人や助言者のように行動する。大概コルタナと同じように、青くて小さな女性の姿をとる。
アーク(Ark)
Baffler
フォアランナー製のカモフラージュ技術。
B'ashamanune
Ben Nauk
Charum Hakkor、Faun Hakkor近くにある惑星で、かつて人間が居住していた。
Brevet Mutations
Builders
フォアランナー社会の中で最高位の階級。The Master Builderに率いられる。
Chamanune(Chamanush)
Erde-Tyreneの草原に住む、赤道付近特有の人間。褐色の肌で、頭髪がない。
Charum Hakkor
Precursor社会の中心となる重要な惑星で、great Forerunner warがあった。かつてHaloが使われた。
The College Of Strategic Deffense Of Mantle
単純にWar collegeとも呼ばれるWarriors階級のフォアランナーの軍学校。かつてダイダクトも教鞭をとった。
The Council
さまざまな地域、階級の代表者からなる少なくとも500人のフォアランナーの集団。
Cryptum
Daowa-Maad
人間のことわざ。
Dazzler
フォアランナーのカモフラージュ技術。
Djamonkin Augh
Erde-TyreneのBig Man's Waterと呼ばれる湖の中にある、環状の島。Precursorの遺跡と信じられている。
Djamonkin Crater
Diagon
もっぱらWarriorsが使った古代フォアランナー語。
Durance
Ecumene
フォアランナーの生息地。300万の惑星からなる。
Edom
この当時の火星の呼び名。Minersが住む。
Erde-Tyrene
この当時の地球の呼び名。人間が住む。
Faun Hakkor
Charum Hakkor付近の惑星でかつて人間が住んでいた。
フラッド(Flood)
Halo: Combat Evolvedを参照のこと。
フォアランナー(Forerunner)
Halo三部作、及びHalo Legendsでは、非常に高い技術力と知識を持ち、勇敢かつ聡明で、平和的な種族であったと考えられている。今から十万年以上昔に、フラッドとの戦いで滅んだとされている。
一生のうちに少なくとも2回、多い者では5回ほどmutationを行う。
生涯を通してアーマーを着用しており、これにより非常に長い寿命を持つ。アーマーを着用している限り睡眠をとる必要がない。また十分に成熟したフォアランナーは、アーマーに備わっているancillaを通して、Domainにアクセスすることが許可される。このDomainとはすべてのフォアランナーの知識が集積されたものである。
彼らの社会は上からBuilders、Miners、Lifeworkers、Warriors(Warrior-Servants)の階級構造になっている。
Forerunner-Flood War
Geas
Ghibalb
フォアランナーの母星。かつては楽園のような惑星だったが、昔のフォアランナーのstellar engineeringによって、今では焦土と化している。
ヘイロー(Halo)
リング状の強力な兵器。全部で12機ある。Halo: Combat Evolvedを参照のこと。
Hamanune(Hamanush)
小柄な人種で背丈はChamanuneの半分ほど。一般にはFlorianとして知られている。
人類(Human)
われわれ人間のこと。
Human-Forerunner War
Huragok
Buildersが使う人工生命体。Halo 3: ODST、Halo:Reachにエンジニアの呼称で登場する。
Jagon
Diagonほどではないが古いフォアランナーの言語。
Janjur Qom
サンシュームの住む惑星。
Kasna
緑色をしたサンシュームの飲み物。飲むと酔う。
K'Tamanune
がっしりとした体格に黄土色の肌をした人種。寒冷地に住む。
Living Time
Maniple
Manipular
一度もMutationを行っていない最もシンプルなフォアランナーの姿。また、そのフォアランナー自身のこと。
The Mantle
生命を守り、より良くするためにフォアランナーに求められる信条。
Marontik
Erde-Tyreneにある最も大きな人間の集落。
Master Builder
Metarch
Metarchy
Mutations
Organon
Precursorの遺産。
Pheru
Faun Hakkor原産の愛玩動物。
Phylarch Of Builders
Plasma Jockeys
Precursors
フォアランナー以前に存在した太古の種族。彼らもまた並外れた技術力を有していたらしい。
プロメシアン(Prometheans)
サンシューム(San'Syuum)
Seedling Star
フォアランナーの宇宙船。
Supreme mantle Court
きわめて重要な案件を審議するときに審議会によって開かれる裁判。
Synchrons
War Sphinxes
Warriorsによって運用される飛行機能のある兵器。全高10m、全長20m。
Wisdom Of Harbou/Strength Of Lang